# Kenny Drew sr.
Kenny Drew sr. (New York, 28 augustus 1928 - Kopenhagen, 4 augustus 1993) was een Amerikaanse jazzpianist van de mainstream jazz en de hardbop.

## Carrière
Drew leerde op 5-jarige leeftijd piano spelen en werd opgeleid aan de Music and Art High School. Hij maakte zijn eerste opnamen in 1949 met Howard McGee en daarna met Coleman Hawkins, Lester Young en Charlie Parker. Tussen 1952 en 1953 speelde hij in het kwartet van Buddy DeFranco en leidde in 1954 een trio in Los Angeles en San Francisco. Hij begeleidde Dinah Washington, was bij Art Blakey (1957), verscheen op John Coltranes album Blue Train (1957) en speelde met Buddy Rich (1958), Miles Davis en Milt Jackson. In 1960 nam hij het album Undercurrent op met Freddie Hubbard, Hank Mobley, Sam Jones en Louis Hayes bij Blue Note Records. Net als andere Amerikaanse muzikanten vertrok hij begin jaren 1960 naar het meer liberale Europa. In 1961 verhuisde hij naar Parijs en vestigde hij zich in 1964 in Kopenhagen, waar hij een trio vormde met de Deense bassist Niels-Henning Ørsted Pedersen, dat ook als ritmegroep regelmatig gastmuzikanten begeleidde in de club Montmartre (Jazzhouse Montmartre Band) en van waaruit hij in heel Europa te gast was. Hij bracht veel albums uit onder zijn eigen naam bij SteepleChase Records en nam op met Johnny Griffin, Dexter Gordon, Ben Webster, Chet Baker en Freddie Hubbard. Terwijl hij dus in het Europese jazzcircuit zeer bekend was, vervaagde zijn reputatie in de Verenigde Staten, waar hij tijdens de jaren 1950 met bijna alle grootheden van de jazz als sideman had gewerkt.

## Privéleven en overlijden
Kenny Drew was getrouwd met de dochter van de Deense orkestleider Leo Mathisen (1906-69). Zijn zoon Kenny Drew jr. (1958-2014) was eveneens klassieke- en jazzpianist. Kenny Drew sr. overleed op 4 augustus 1993 drie weken voor zijn 65e verjaardag. Hij ligt begraven op het kerkhof 'Assistens' in de wijk Nørrebro van Kopenhagen.

## Discografie
- 1955: Talkin' and Walkin' (Jazz West)
- 1956/57: Trio/Quartet/Quintet: The Riverside Collection (Riverside Records/OJC) met Paul Chambers, Philly Joe Jones
- 1960: Undercurrent ([Blue Note Records) met Freddie Hubbard, Hank Mobley, Sam Jones, Louis Hayes
- 1974: Dark and Beautiful (SteepleChase Records) met NHØP, Tootie Heath
- 1989: Recollection (Timeless Records) met NHØP
- 1993: At the Brewhouse (Storyville Records) met NHØP en Alvin Queen

- Biblioteca Nacional de España: XX910805
- Bibliothèque nationale de France: cb138934208 (data)
- Gemeinsame Normdatei: 134362144
- International Standard Name Identifier: 0000 0000 7363 9797
- Library of Congress Control Number: n82145589
- MusicBrainz: 99122661-412b-46bd-9cf4-ab52d41559b8
- Nationale Bibliotheek van Tsjechië: ola2002158003
- Nationale Bibliotheek van Israël: 987007347027305171
- Nederlandse Thesaurus van Auteursnamen: 073634263
- Istituto Centrale per il Catalogo Unico: DDSV010788
- SNAC: w66t3jz8
- Système universitaire de documentation: 156624826
- Virtual International Authority File: 7573720
- WorldCat: E39PBJktmHFKghpCjBJG6fgqcP